# Sabla Wangel Hailu
Pour les articles homonymes, voir Hailu.
Sabla Wangel Hailu, ou Seble Wongel Hailu, Seble Wengel Haylu, Seblewongel, est une aristocrate éthiopienne et la seconde épouse de l'empereur, non couronné, d’Éthiopie, Lij Iyasou.

## Nom
Sabla Wangel Hailu est souvent confondue avec son ancêtre du XVIe siècle, l'impératrice Seble Wongel, que les habitants modernes du Godjam croient également avoir été liée à leur région. Pour différencier les deux femmes célèbres, les gens appellent la reine précédente Sabla Wangel « Teleq » (la grande) ou « Kedamawit » (la première), tandis que la Sabla Wangel moderne est désignée par les suffixes « Hailu », dérivés du nom de son père, « Dagmawit » (la seconde), ou « Tinishi » (la petite).

## Biographie
Sabla Wangel Hailu est la fille de Hailu Tekle Haymanot (en), le souverain du Gojjam, et de Askale Mariam Mengesha.

### Mariage avec Lij Iyasou
À l'âge de 14 ans, elle est choisie par l'empereur d'Éthiopie, Menelik II, pour épouser son héritier présomptif, Lij Iyasou. Ce mariage est une alliance entre le trône et une puissante famille mais aussi une tentative de réduire l'influence politique de la femme de Ménélik, Taytu Betul, car Sabla Wangel n'a aucun lien avec la famille de Taytu. Elle est la première des descendantes du Ras Mengesha Yohannes à épouser un héritier désigné pour le trône, la seconde étant Medferiashwork Abebe (en). Comme le premier et bref mariage de Lij Iyasu avec Romane Werq n'a probablement pas été consommé, Sabla Wangel a peut-être été sa seule épouse officielle.
Sabla Wangel a une fille avec Iyasu : Alem Tsahai Iyasu. Le couple divorce en 1916.

### Vie ultérieure
Le grand-père paternel de Sabla Wangel, Tekle Haymanot Tessemma, avait reconstruit une église à Mängəśtä Sämayat, en 1887. En 1956, Sabla Wangel restaure cette église une fois de plus. La fondation de l'église est associée à l'épouse de David II d'Éthiopie, du XVIe siècle, appelée Seble Wongel. Un texte commémoratif, écrit à la mort de la  Sabla Wangel moderne, en 1969 mentionne :

« Elle aimait Notre-Dame Marie plus profondément dans son cœur et pour cette raison, elle a construit une merveilleuse église à son nom appelée Mängəśtä Sämayat, le pays de Säblä Wängel la première, l'épouse de Ləbnä Dəngəl, le roi d'Ethiopie. »